# Дейнодон
Дейнодон (лат. Deinodon) — сомнительный род динозавров из семейства тираннозаврид. Типовой и единственный вид, выделяемый на данный момент — Deinodon horridus, описан Джозефом Лейди в 1856 году по набору зубов, найденных геологом Фердинандом Гайденом в отложениях позднего мелового периода (формация Judith River) в Монтане. Это были первые описанные остатки тираннозаврид в истории.
Возможно, синонимом рода является другой слабоизученный тираннозаврид Aublysodon, также известный исключительно по зубам.

## Описание

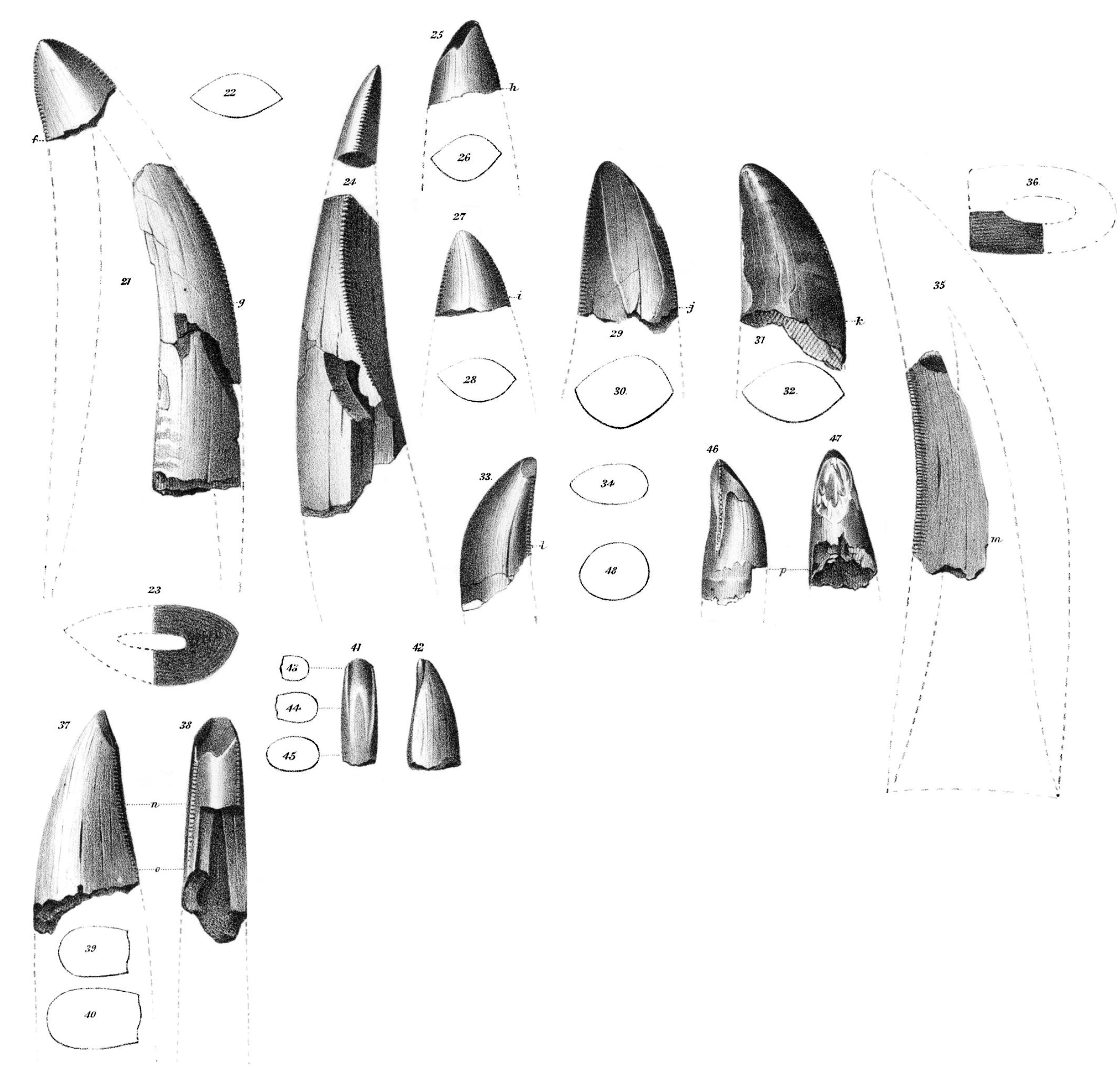
Зубы, описанные Лейди

Deinodon известен по нескольким изолированным фрагментированным зубам, незначительно отличающихся между собой.
Кроме того, в 1902 году Лоуренсом Ламбом к типовому виду были приписаны несколько фаланг и плюсневая кость с фрагментами других костей. Соотнесение этих находок с зубами лектотипа невозможно, поэтому их принадлежность к роду остаётся недоказанной.

## История изучения
Вполне вероятно, что окаменелые зубы D. horridus принадлежали динозавру, позже описанному как Gorgosaurus libratus. В исследовании 1922 года Уильям Дилер и Барнум Браун показали, что зубы D. horridus и G. libratus неотличимы друг от друга и почти наверняка принадлежали одному и тому же виду. Однако, поскольку D. horridus по-прежнему был известен исключительно по зубам, они воздержались от официального признания их синонимами. В обзоре 1970 года Dale Russell заявил, что, поскольку зубы D. horridus невозможно отличить ни от G. libratus, ни от недавно описанного им вида Daspletosaurus torosus, таксон следует считать nomen vanum (названием, непригодным для использования). С тех пор как Рассел опубликовал своё мнение, большинство исследователей считают род nomen dubium, хотя некоторые утверждают, что, поскольку Deinodon и Gorgosaurus являются синонимами, название Deinodon horridus должно иметь приоритет в использовании как введённое в научный оборот раньше. Кроме того, несколько исследователей пришли к выводу, что род Aublysodon (включая виды A. mirandus и A. lateralis), также описанный по зубам, следует считать синонимом Deinodon. Ламбе в 1902 году отказался выделять Aublysodon из состава Deinodon, считая первое название nomen nudum.

## Список видов, приписанных родуDeinodon
Исторически к роду Deinodon относили множество видов. Однако, поскольку большинство исследователей в настоящее время считают этот род и его типовой вид nomina dubia, любые дополнительные виды, отнесённые к этому роду, не могут быть признаны валидными, а все виды, ранее включавшиеся в род (кроме типового), исключены из него и синонимизированы с другими таксонами.
| Вид                     | Автор           | Год описания | Автор синонимизации | Год синонимизации | Текущий статус                                   | Примечание                           |
| ----------------------- | --------------- | ------------ | ------------------- | ----------------- | ------------------------------------------------ | ------------------------------------ |
| Deinodon horridus typus | Leidy           | 1856         | Leidy               | 1856              | Nomen dubium                                     |                                      |
| Deinodon explanatus     | Cope            | 1876         | Lambe               | 1902              | Выделен в Dromaeosaurus explanatus, nomen dubium | Изначально Laelaps explanatus        |
| Deinodon falculus       | Cope            | 1876         | Osborn              | 1902              | Выделен в Dromaeosaurus falculus, nomen dubium   | Изначально Laelaps falculus          |
| Deinodon incrassatus    | Cope            | 1876         | Osborn              | 1902              | Nomen dubium                                     | Изначально Laelaps incrassatus       |
| Deinodon lateralis      | Cope            | 1876         | Hay                 | 1902              | Синоним Deinodon horridus                        | Изначально Aublysodon lateralis      |
| Deinodon cristatus      | Cope            | 1877         | Osborn              | 1902              | Синоним Troodon formosus                         | Изначально Laelaps cristatus         |
| Deinodon hazenianus     | Cope            | 1877         | Osborn              | 1902              | Nomen dubium                                     | Изначально Laelaps hazenianus        |
| Deinodon laevifrons     | Cope            | 1877         | Osborn              | 1902              | Выделен в Dromaeosaurus laevifrons               | Изначально Laelaps laevifrons        |
| Deinodon amplus         | Marsh           | 1892         | Hay                 | 1902              | Выделен в Aublysodon amplus                      | Изначально Aublysodon amplus         |
| Deinodon cristatus      | Marsh           | 1892         | Hay                 | 1902              | Выделен в Aublysodon cristatus                   | Изначально Aublysodon cristatus      |
| Deinodon grandis        | Marsh           | 1890         | Osborn              | 1916              | Синоним Deinodon horridus                        | Изначально Ornithomimus grandis      |
| Deinodon sarcophagus    | Osborn          | 1905         | Matthew & Brown     | 1922              | Выделен в Albertosaurus sarcophagus              | Изначально Albertosaurus sarcophagus |
| Deinodon libratus       | Lambe           | 1914         | Matthew & Brown     | 1922              | Синоним Gorgosaurus libratus                     | Изначально Gorgosaurus libratus      |
| Deinodon arctunguis     | Parks           | 1928         | Kuhn                | 1939              | Синоним Albertosaurus sarcophagus                | Изначально Albertosaurus arctunguis  |
| Deinodon novojilovi     | Maleev          | 1955         | Maleev              | 1964              | Синоним Tarbosaurus bataar                       | Изначально Gorgosaurus novojilovi    |
| Deinodon sternbergi     | Matthew & Brown | 1923         | Kuhn                | 1965              | Синоним Gorgosaurus libratus                     | Изначально Gorgosaurus sternbergi    |
| Deinodon periculosus    | Riabinin        | 1930         | Kuhn                | 1965              | Синоним Tarbosaurus periculosus                  | Изначально Albertosaurus periculosus |
| Deinodon lancensis      | Gilmore         | 1946         | Kuhn                | 1965              | Выделен в Nanotyrannus lancensis                 | Изначально Gorgosaurus lancensis     |
| Deinodon lancinator     | Maleev          | 1955         | Kuhn                | 1965              | Синоним Tarbosaurus bataar                       | Изначально Gorgosaurus lancinator    |
| Deinodon kenabekides    | Hay             | 1899         | Olshevsky           | 1995              | Синоним Deinodon horridus                        | Изначально Dryptosaurus kenabekides  |